# 日英辭典
日英辭典（日语：和英辞典）泛指所有以英語撰寫介紹日語詞彙的辭典。

## 歷史

### 最初的日英辭典
日英辭典的歷史，最早可以回溯至1867年（慶應3年）時，由赴日行醫的美國長老會牧師詹姆斯·柯蒂斯·赫本（James Curtis Hepburn，1813年-1911年）在橫濱以「美國平文」的漢字自稱所編纂發行的《和英語林集成》。該書所收錄的20,722則日英詞條與10,030英日詞條，全部是以赫本自己發明的羅馬拼音排列，並列出詞條的片假名及漢字、詞類、英語的解釋、例句及同義詞。這本辭典除了是同類出版品的濫觴之外，書中所使用的羅馬拼音方式也成為日後為人熟知的平文式羅馬拼音。
1872年（明治5年），發行了第二版的《和英語林集成》以反映西方科學、文學和制度傳入日本後所造成社會上及政治上的變化，伴隨著新詞彙、用語的增加，書中所收錄的日英與英日詞條，也增加至22,949條與14,266條。

### 之後的日英辭典發行
在赫本發行了《和英語林集成》之後，也陸續出現一些改編版，例如不使用赫本原本所採的平文式拼音順，而改以當時日本學人較為熟悉的伊呂波順作為詞條排列順序的版本。至於在赫本之後真正推出的全新獨立編纂之日英辭典，則要到1896年由愛爾蘭學者法蘭西斯·布林克利（Francis Brinkley）、南條文雄與岩崎行親等人所共同編纂的《和英大辭典》，由三省堂所發行的這本辭典收錄了約5萬個詞條，且除了辭典原本的功能外書中也針對日本的動植物與事物附上簡介與插圖，因此兼具了百科全書的功能。直到明治末期，這本書一直是收錄規模最大的日英辭典。
之後，不同的出版商與作者又陸續推出了以下的日英辭典：
- 1905年（明治38年），新渡戶稻造、高楠順次郎編纂《新式日英辭典》，三省堂出版
- 1909年（明治42年），井上十吉（日语：井上十吉）編纂《新譯和英辭典》，三省堂出版
- 1918年（大正7年），武信由太郎（日语：武信由太郎）編纂《武信和英大辭典（日语：新和英大辞典）》（二版之後改名為《新和英大辭典》），研究社（日语：研究社）出版
- 1921年（大正10年），井上十吉編纂《井上和英大辭典》，至誠堂出版
- 1924年（大正13年），竹原常太編纂《標準和英大辭典》（スタンダード和英大辞典），寶文館出版
- 1928年（昭和3年），斎藤秀三郎（日语：斎藤秀三郎）編纂《和英大辭典》，日英社出版
- 1931年（昭和6年），研究社出版《新和英大辭典》（實為1918年的《武信和英大辭典》的二版，主編仍為武信由太郎），但由於坊間複製、盜版興盛，有時也會稱為「研究社和英大辭典」以作為區隔。
- 1954年（昭和29年），研究社出版第三版的《新和英大辭典》，但主編改為勝俣銓吉郎。

电子时代之后，个人电脑、互联网网站和个人终端、智能手机、电子辞典设备等都搭载了日英辞典功能。传统的出版商和新兴互联网公司都参与了电子日英辞典的开发。亦产生了开源众包的日英辞典项目。